# Municipio de Deerfield (Nueva Jersey)
El municipio de Deerfield (en inglés: Deerfield Township) es un municipio ubicado en el condado de Cumberland en el estado estadounidense de Nueva Jersey. En el año 2010 tenía una población de 3.119 habitantes y una densidad poblacional de 71,54 personas por km².

## Geografía
El municipio de Deerfield se encuentra ubicado en las coordenadas 39°28′8″N 75°8′1″O / 39.46889, -75.13361.

## Demografía
Según la Oficina del Censo en 2000 los ingresos medios por hogar en el municipio eran de $45,365 y los ingresos medios por familia eran $47,225. Los hombres tenían unos ingresos medios de $34,196 frente a los $25,147 para las mujeres. La renta per cápita para la localidad era de $18,468. Alrededor del 9.2% de la población estaba por debajo del umbral de pobreza.